# Sylvia Plath
Sylvia Plath, amb el pseudònim de Victoria Lucas (Boston, Massachusetts, 27 d'octubre de 1932 - Londres, 11 de febrer de 1963) va ser una escriptora estatunidenca coneguda sobretot per la seva obra poètica en anglès, concretament, per ser una de les principals autores del gènere de la poesia confessional. Gairebé tota l'obra poètica de Plath ha estat traduïda al català per Montserrat Abelló i Soler. Plath estigué casada amb el poeta anglès Ted Hughes. Va guanyar el premi Pulitzer de poesia.

## Biografia
El pare de Sylvia Plath, Otto Plath (d'origen alemany), era professor de biologia i llengua alemanya a la Universitat de Boston, centre on va conèixer Aurelia Schober. La parella es va casar el gener de 1932 i a l'octubre va néixer Sylvia (l'abril de 1935 naixeria el germà de Sylvia, Warren). El pare de Sylvia va morir el 1940 per uns problemes derivats d'una diabetis no diagnosticada quan ella tenia 8 anys.
L'11 de febrer de 1963, malalta i gairebé sense diners, Plath es va llevar la vida asfixiant-se amb gas. Les seves despulles descansen al cementiri de Heptonstall, West Yorkshire, Anglaterra.

## Obres
- The Colossus (1960) El Colós (traduïda al català el 2019 per Núria Busquet i Molist: ISBN 9788497666787)
- La campana de vidre (1963) (traduïda al català el 2019 per Marta Pera Cucurell amb epíleg de Marta Pessarrodona: ISBN 9788417339289)
- Ariel (1965) (traduïda al català el 1994 per Montserrat Abelló i Mireia Mur: ISBN 9788478095025)